# Кириливка
Кириливка (на украински: Кирилівка) е селище от градски тип в Южна Украйна, Якимивски район на Запорожка област. Основано е през 1805 година. Населението му е около 1481 души.